# 그린 마운틴 보이스
그린 마운틴 보이스(Green Mountain Boys)는 1760년대 뉴햄프셔 특권지(이후 버몬트주가 됨)라고 알려진 영국령 뉴욕과 뉴햄프셔 사이에서 설립된 민병대 조직이다. 이던 앨런과 그의 가문이 수장을 맡았으며, 그들은 뉴욕이 이 지역을 통치하려할 때 저항운동을 펼쳤으며, 뉴햄프셔와 분쟁에도 불구하고, 데 유레 통치권을 획득하였다.
이러한 분쟁은 1777년 버몬트 공화국의 설립으로 이어졌으며, 그린 마운틴 보이스는 주의 민병대가 되었다. 일부는 미국 독립 전쟁 중에 활약을 하였으며, 이던 앨런이 이끄는 그린 마운틴 보이스는 1775년 5월 10일 샹플레인 호수에 있는 타이컨더로가 요새를 함락시키기도 했으며, 1775년에는 캐나다 침공 작전에 참전하였고, 1777년에는 허버드턴과 베닝턴 전투에도 참전을 하였다.
1791년 버몬트의 유니언 가입이 확정되자, 원래의 조직은 해체되었다. 그린 마운틴 보이스가 재결성된 것은 1812년 미국 남북 전쟁 때와 스페인 미국 전쟁 때도 마찬가지였다. 오늘날에는 육군과 공군 모두로 구성된 버몬트주 방위군을 가리키는 비공식 이름이 되었다.

## 같이 보기
- 베닝턴 전투
- 타이컨더로가 요새
- 새러토가 전역
- 캘리포니아 공화국